# Pataš
Pataš (in ungherese Csilizpatas) è un comune della Slovacchia facente parte del distretto di Dunajská Streda, nella regione di Trnava.